# 陳益修
陳益修（？—？），字玉笥。山東濟寧州人，清初官員。

## 生平
順治二年（1645年）舉乙酉科山東鄉試，順治三年（1646年）聯登丙戌科進士。授貴池縣知縣，官至戶部主事。

## 轶事
王渔洋《池北偶談》载其双眼被剜又复明之奇事。